# Emil Weichert
Emil Weichert (? – ?) byl rakouský architekt, žák Friedricha Ohmanna na Vídeňské akademii. Působil i na území dnešní České republiky jako spolupracovník Bedřicha Bendelmayera.

## Dílo

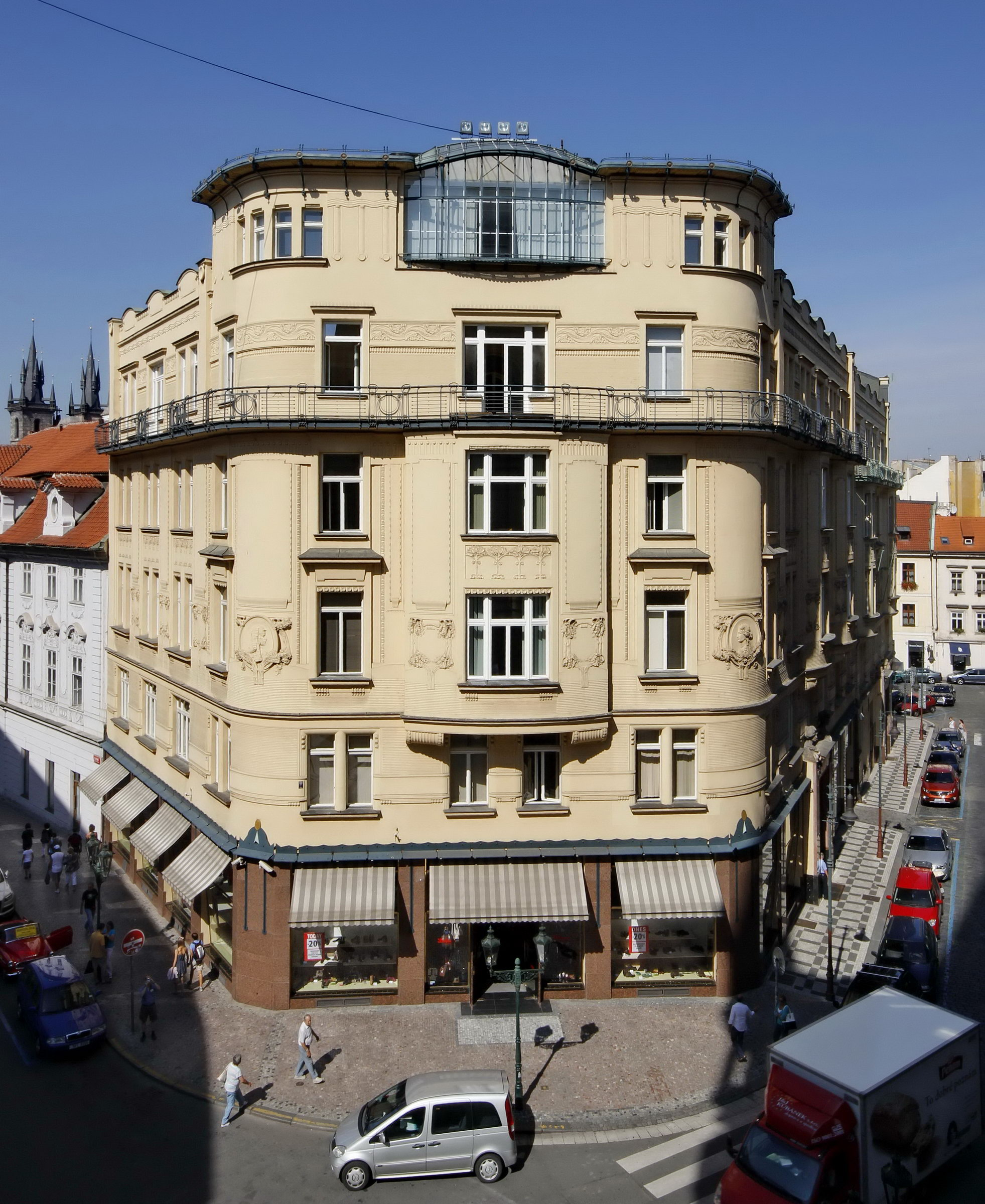
1903–1904 Nájemní dům, Praha, U Prašné brány 1

- 1898 – Soutěžní návrh na budovu Měšťanské besedy v Plzni,
- 1903–1904 – Nájemní domy, Praha 1–Staré Město, čp. 1078, 1079, U Prašné brány 1-3, spolu s Bedřichem Bendelmayerem,[1]
- 1905 – Soutěžní návrh na přestavbu Staroměstské radnice (spolu s Bedřichem Bendelmayerem).